# Confederação Brasileira de Triathlo
A Confederação Brasileira de Triathlon é uma entidade oficial que regulamenta o triatlo esportivo no Brasil.
Fundada em 1991 pelas federações de Brasília, São Paulo, Rio de Janeiro e Bahia.